# ۱۶۶ (میلادی)
۱۶۶ (میلادی) صد و شصت و ششمین سال تقویم میلادی است.

## درگذشتگان
‎